# Football Club Nõmme United
Il Football Club Nõmme United, noto più semplicemente come Nõmme United, è una società calcistica estone di Tallinn, con sede nel distretto periferico di Nõmme. Milita in Esiliiga, la seconda serie del campionato nazionale.
È l'unica squadra estone ad aver partecipato almeno una volta a tutte le divisioni calcistiche nazionali, dalla Meistriliiga alla V Liiga (oggi abolita).

## Storia
Il club fu fondato nel 2000 col nome di Eesti Telefoni Spordiklubi e partì dalla V Liiga, allora l'ultimo livello del calcio estone. Arrivò secondo e venne promosso in IV Liiga, che vinse l'anno successivo raggiungendo così la III Liiga. Qui disputò tre stagioni, cambiando nome in Football Club Elion nel 2004, lo stesso anno in cui vinse il proprio girone e ottenne un'altra promozione.
In II Liiga fu inserito nel girone Sud/Ovest. Dopo un terzo posto all'esordio, nel 2006 prese la denominazione di Football Club Nõmme United e Mart Poom, portiere della nazionale e dell'Arsenal, iniziò a sostenere lo sviluppo del club (soprattutto il suo settore giovanile) che nel 2008 si classificò al secondo posto e nel 2009 arrivò primo, rinunciando tuttavia alla salita in Esiliiga.
Rimasto dunque in II Liiga, ebbe una parabola discendente negli anni successivi (nel 2012 arrivò ultimo ma fu riammesso nella categoria), alla quale seguì una ripresa che si completò nel 2017, quando rivinse il girone Sud/Ovest e, a differenza del 2009, beneficiò della promozione.
Raggiunta l'Esiliiga B, il Nõmme United si è classificato quinto nel 2018 e primo nel 2019, vittoria che ha portato il club in Esiliiga. Dopo un terzo, un quarto e un sesto posto, nell'Esiliiga 2023 trionfa conquistando la promozione già alla quintultima giornata e vincendo il campionato con 90 punti, diciannove in più del Viimsi secondo classificato.
Con la promozione in Meistriliiga, il Nõmme United ha completato in ventiquattro anni di storia la scalata dell'intera piramide calcistica nazionale, ma come già accaduto ad altre esordienti nelle precedenti stagioni, in massima serie la squadra risente delle differenze di organico e di esperienza rispetto alle avversarie, e nonostante una discreta partenza stanzia per gran parte dell'anno in fondo alla classifica, terminando il campionato all'ultimo posto con 15 punti totali e un distacco di -16 dal Kalev Tallinn penultimo.

## Statistiche

### Partecipazione ai campionati
| Livello | Categoria    | Partecipazioni | Debutto | Ultima stagione | Totale |
| ------- | ------------ | -------------- | ------- | --------------- | ------ |
| 1º      | Meistriliiga | 1              | 2024    | 2024            | 1      |
| 2º      | Esiliiga     | 5              | 2020    | 2025            | 5      |
| 3º      | II Liiga     | 8              | 2005    | 2012            | 10     |
| 3º      | Esiliiga B   | 2              | 2018    | 2019            | 10     |
| 4º      | III Liiga    | 3              | 2002    | 2004            | 8      |
| 4º      | II Liiga     | 5              | 2013    | 2017            | 8      |
| 5º      | IV Liiga     | 1              | 2001    | 2001            | 1      |
| 6º      | V Liiga      | 1              | 2000    | 2000            | 1      |

## Palmarès

### Competizioni nazionali
- Esiliiga: 1

2023
- Esiliiga B: 1

2019
- II Liiga: 2

2009, 2017 (girone Sud/Ovest)
- III Liiga: 1

2004 (girone Nord)